# Rivière-Ouelle
Pour les articles homonymes, voir Ouelle.

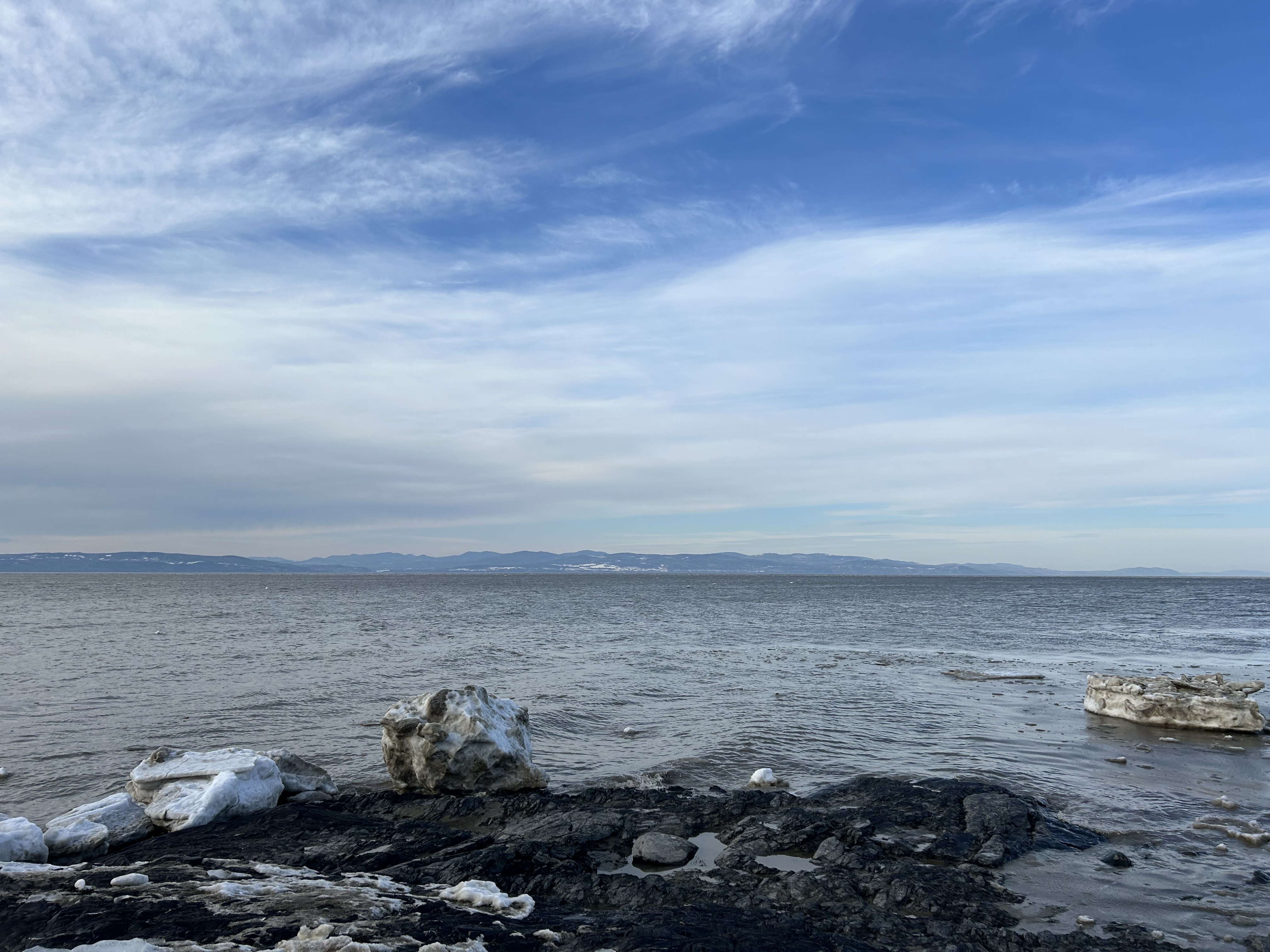
Fleuve Saint-Laurent en hiver, Rivière-Ouelle

Rivière-Ouelle est une municipalité canadienne faisant partie de la municipalité régionale de comté de Kamouraska située dans l'Est du Québec au Bas-Saint-Laurent. Située à l'embouchure de la rivière Ouelle, la municipalité fut jadis un havre de pêche aux marsouins et aux capelans. Elle a conservé de son ouverture sur le fleuve Saint-Laurent un long chemin riverain construit de chalets peu à peu transformés en résidence, ainsi qu'un terrain de camping. De plus, la pêche à l'anguille avec ses fascines typiques est de moins en moins pratiquée, mais toujours présente. La population actuelle de plus de 970 habitants vit principalement d'agriculture, choyée par les riches terres argileuses de la plaine. 

## Toponymie
Le nom de la municipalité a d'abord été attribué à la rivière autour de laquelle la municipalité est située, aujourd'hui connue sous le nom de rivière Ouelle. Ce nom apparait dès 1641 sur une carte de Jean Bourdon sous la forme « Hoel ». L'acte de concession de la seigneurie de La Bouteillerie de 1672 mentionne la « rivière Houelle ». La carte de Deshayes de 1695 présente le nom sous sa forme actuelle de « rivière Ouelle ». De son côté, la carte de James Cook de 1759 montre le toponyme sous le forme « Oval » qui doit se lire « Oual ». Le toponyme de la rivière qui est repris par la municipalité est en l'honneur de Louis Houel dont le nom est aussi rencontré sous les formes Ouel et Houël, un membre de la Compagnie des Cent Associés qui fut contrôleur général des Salines et était un compatriote, compagnon de Samuel de Champlain,.
Les gentilés sont appelés Rivelois et Riveloises,. Les habitants étaient autrefois surnommés Capelans et Marsouins, car ils en pêchaient beaucoup.

## Histoire

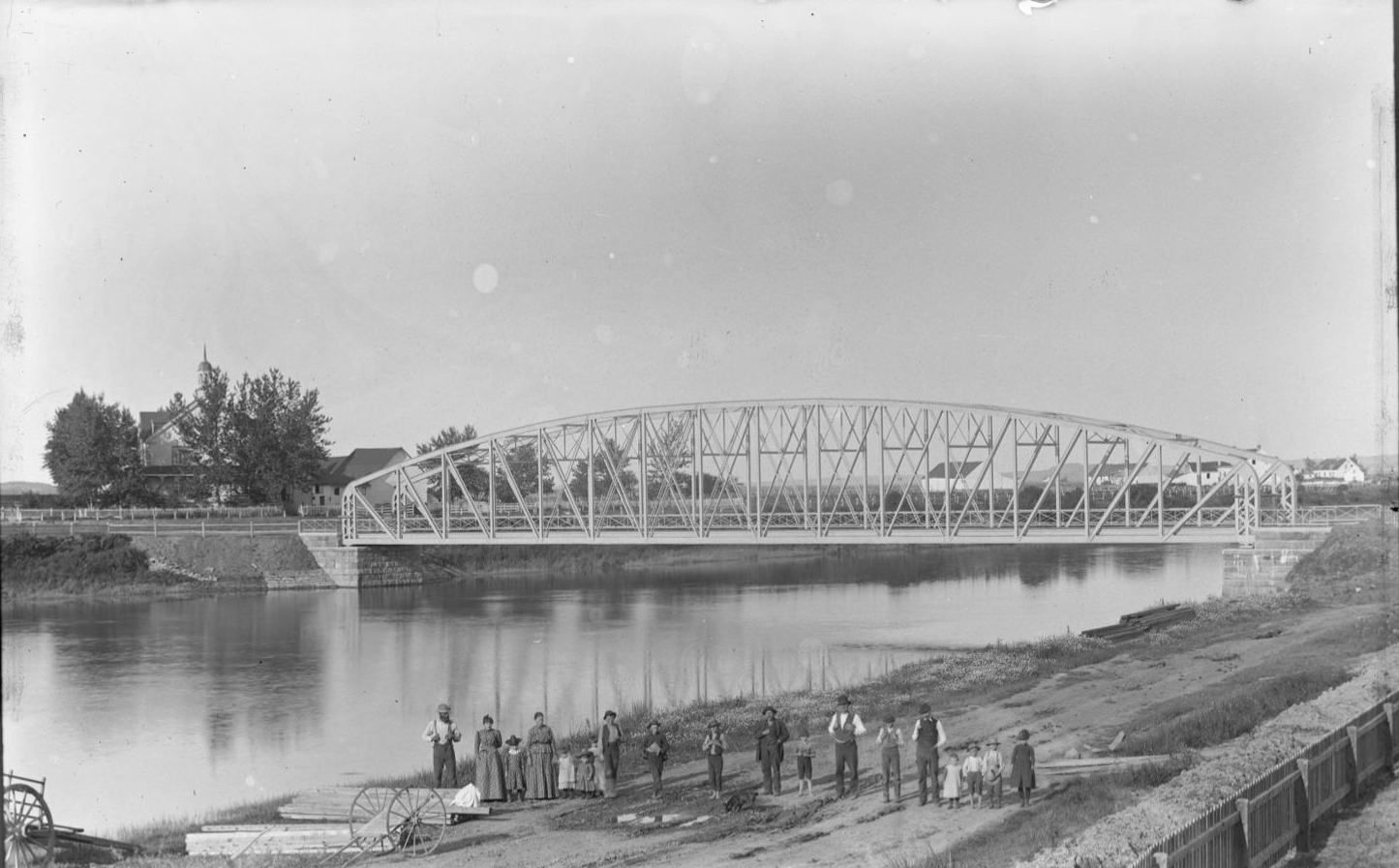
Pont de Rivière-Ouelle en 1891.

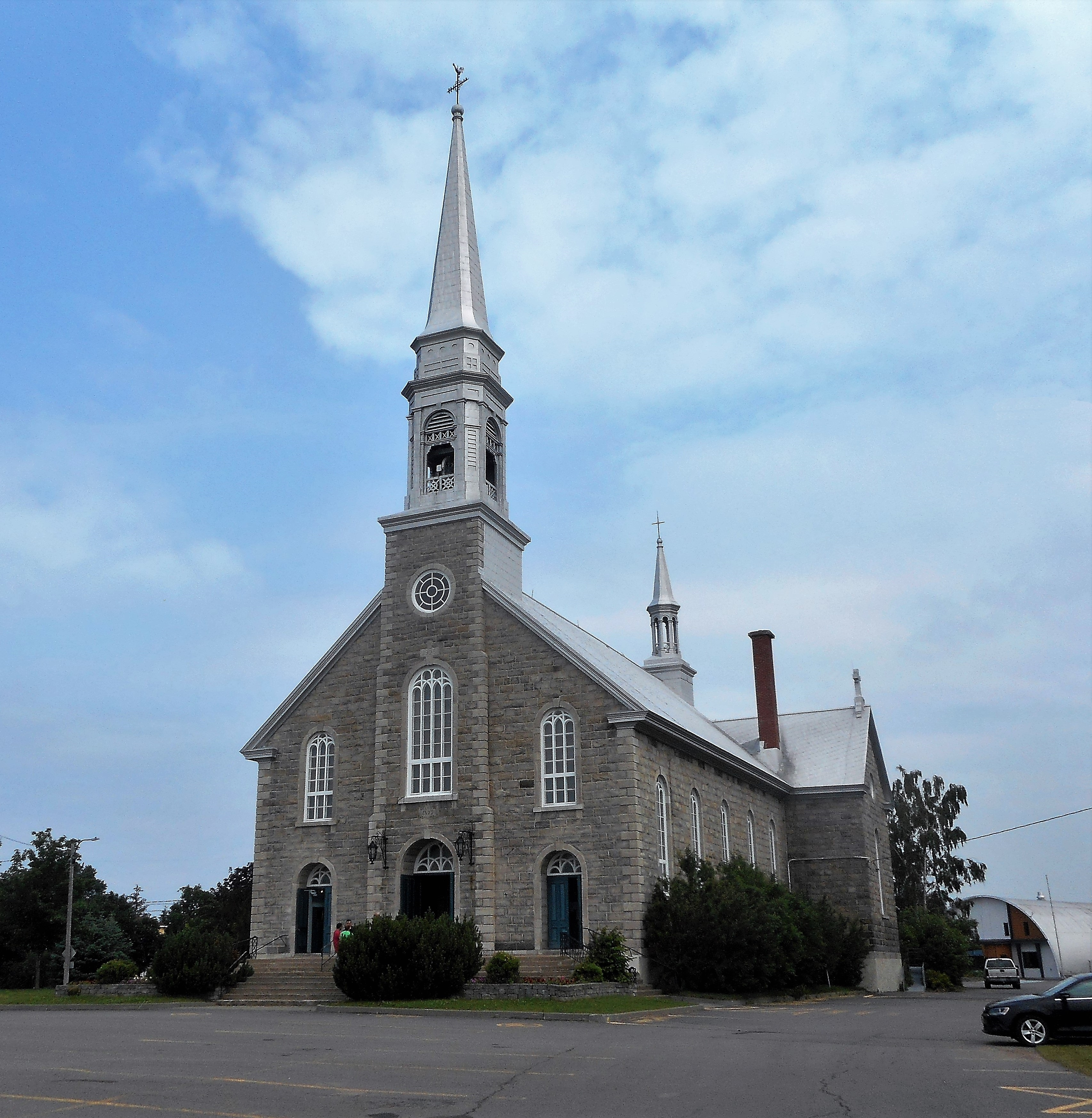
Église Notre-Dame-de-Liesse de Rivière-Ouelle.

La première constitution du territoire de Rivière-Ouelle est en tant que seigneurie de la Rivière-Ouelle. Le 29 octobre 1672, l'intendant Jean Talon concède à Jean-Baptiste Deschamps de Boishébert un fief de deux lieues et demie de profondeur sur le bord du fleuve Saint-Laurent de chaque côté de la rivière Ouelle,. Les premiers censitaires du seigneur de La Bouteillerie sont Robert Lévesque, Damien Bérubé, Jacques Thiboutot, Pierre Dancosse, Michel Bouchard, Galleran Boucher et Pierre Hudon. La paroisse est créée en 1685 sous le nom de Notre-Dame-de-Liesse-de-la-Rivière-Ouelle. L'église est bâtie l'année suivante. Le premier curé résident est l'abbé Pierre Francheville à partir de 1689 jusqu'en 1691. En 1690, une quarantaine de paroissiens de Rivière-Ouelle dirigés par leur curé ont repoussé un détachement de la flotte de Phips qui se dirigeait vers Québec. En 1691, l'abbé Bernard de Requeleyne prit la cure jusqu'en 1718. En 1725, il y a 31 résidences à Rivière-Ouelle en plus du presbytère et du manoir seigneurial. Rivière-Ouelle fait partie des villages de la Nouvelle-France.
La seigneurie fut acquise en 1812-1813 par Pierre Casgrain. Plusieurs autres membres de la famille Casgrain s'illustrèrent sur la scène politique dans la région. 
En 1845, une municipalité est créée sous le nom de Rivière-Ouelle, mais celle-ci est abolie en 1847. Finalement, en 1855, la municipalité est créée officiellement en tant que municipalité de paroisse et reprend le nom de la paroisse de Notre-Dame-de-Liesse-de-la-Rivière-Ouelle. Après avoir perdu en 1851 la partie sud de son territoire par la fondation de Saint-Pacôme, la municipalité est desservie par le chemin de fer en 1859. La paroisse est érigée canoniquement en 1894.
Le Foyer Thérèse-Martin, une maison de retraite, est inauguré en 1964 et changera de nom pour Centre d'accueil Thérèse-Martin en 1980. Le nom de la municipalité est raccourci en son nom actuel en 1983. L'année 2006 voit l'installation des infrastructures d'aqueduc et d'égout et la réfection des rues dans le village.

## Géographie
Rivière-Ouelle est située sur la berge sud du fleuve Saint-Laurent à 150 km au nord-est de Québec et à 600 km au sud-ouest de Gaspé. Les villes importantes près de Rivière-Ouelle sont La Pocatière à 10 km et Montmagny à 70 km au sud-ouest et Rivière-du-Loup à 65 km au nord-est. Le territoire de Rivière-Ouelle couvre une superficie de 54,72 km2.
La rivière Ouelle traverse la municipalité vers l'ouest jusqu'à son embouchure sur l'estuaire moyen du Saint-Laurent.

## Démographie
| 1996  | 2001  | 2006  | 2011  | 2016 | 2021 |
| ----- | ----- | ----- | ----- | ---- | ---- |
| 1 257 | 1 177 | 1 165 | 1 058 | 970  | 995  |

Selon Statistique Canada, la population de Rivière-Ouelle était de 1 058 habitants en 2011 et de 1 165 habitants en 2006. La tendance démographique des dernières années suit celle de l'Est du Québec, c'est-à-dire une décroissance. En effet, en 2001, la population était de 1 177 habitants. Cela correspond à un taux de décroissance de 1 % en cinq ans. L'âge médian de la population est de 49 ans.
Le nombre total de logements privés dans la municipalité est de 629. Cependant, seulement 436 de ces logements sont occupés par des résidents permanents. La majorité des logements de Rivière-Ouelle sont des maisons individuelles.
Selon Statistique Canada, 0,9 % de la population de Rivière-Ouelle est issue de l'immigration. Tous les immigrants de Rivière-Ouelle ont immigré avant 1991. 98,6 % de la population a le français comme langue maternelle ; le reste a une autre langue que le français et l'anglais. 13,2 % de la population maitrise les deux langues officielles du Canada, et toute la population connait le français. Statistique Canada ne recense aucun autochtone à Rivière-Ouelle.
Le taux de chômage dans la municipalité était de 12,7 % en 2006. Le revenu médian des Rivelois était de 19 628 $ en 2005.
27 % de la population de 15 ans et plus de Rivière-Ouelle n'a aucun diplôme d'éducation. 40,7 % de cette population n'a que le diplôme d'études secondaires ou professionnelles. 7,4 % de cette population possède un diplôme de niveau universitaire. Tous les diplômés de Rivière-Ouelle ont effectué leurs études à l'intérieur du Canada. Le principal domaine d'études des Rivelois est « l'architecture, le génie et les services connexes ».

## Économie
L'économie de Rivière-Ouelle tourne principalement autour de l'agriculture. En effet, les Rivelois profitent d'une terre argileuse riche.

## Héraldique
| Labeur et Valeur |
| ---------------- |

| L'écu de Rivière-Ouelle se blasonne ainsi : Parti: Au 1er, d'azur semé de fleurs de lys d'or; Au 2e, de gueules à deux épis de blé d'or, accompagnés en pointe d'un marsouin du même. Sur le tout, un pal ondé d'argent. |

## Administration
Le conseil municipal de Rivière-Ouelle est composé d'un maire et de six conseillers qui sont élus en bloc à tous les quatre ans sans division territoriale,.
Conseil Municipal - élection 4 novembre 2017 - 
| Mandat      | Fonction    | Nom,                 |
| ----------- | ----------- | -------------------- |
| 2017 - 2021 | Maire       | Louis-Georges Simard |
| 2017 - 2021 | Conseillers |                      |
| 2017 - 2021 | #1          | François Chalifour   |
| 2017 - 2021 | #2          | Léo-Paul Thibault    |
| 2017 - 2021 | #3          | Yves Martin          |
| 2017 - 2021 | #4          | Marie Dubois         |
| 2017 - 2021 | #5          | Gilles Martin        |
| 2017 - 2021 | #6          | Doris Gagnon         |

| Rivière-Ouelle Maires depuis 2003                                                                                    |                      |         |          |
| Élection | Maire                | Qualité | Résultat |
| 2003 | Roger Richard        |         | Voir     |
| 2005 | Roger Richard        | Voir    |          |
| 2009 | Elizabeth Hudon      |         | Voir     |
| 2013 | Louis-Georges Simard |         | Voir     |
| 2017 | Louis-Georges Simard | Voir    |          |
| 2021 | Louis-Georges Simard | Voir    |          |
| Élection partielle en italique Depuis 2005, les élections sont simultanées dans toutes les municipalités québécoises |                      |         |          |

De plus, Gilles Piché est la directeur général et le greffier-trésorier de la municipalité,. 

## Culture

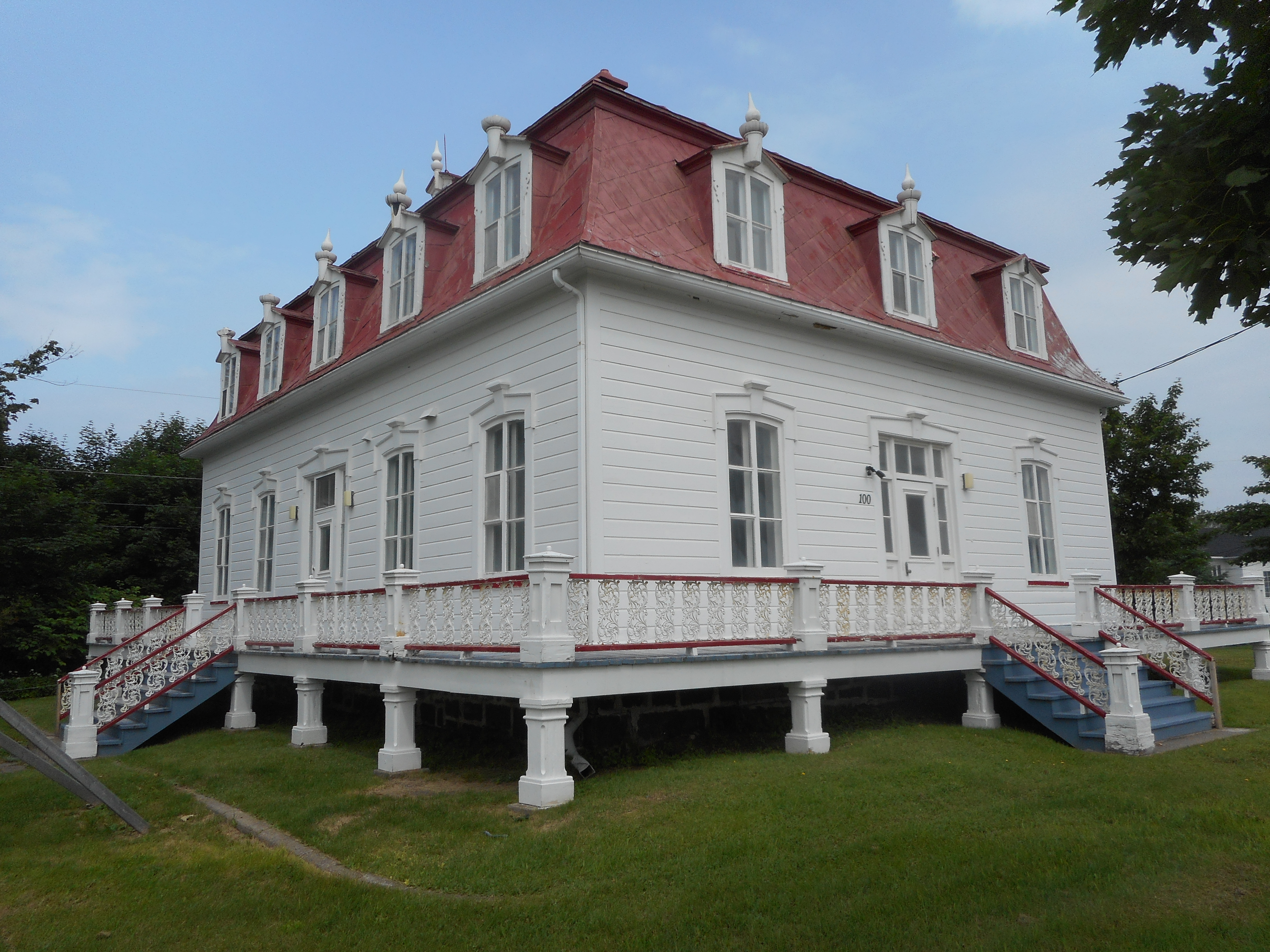
Ancien presbytère de Rivière-Ouelle

La devise de la municipalité est « Labeur et Valeur ». Le blasonnement du blason municipal est « Au premier, d'azur semé de fleurs de lys d'or; au second, de gueules à deux épis de blé d'or, accompagnés en pointe d'un marsouin du même. Sur le tout, un pal ondé d'argent ».

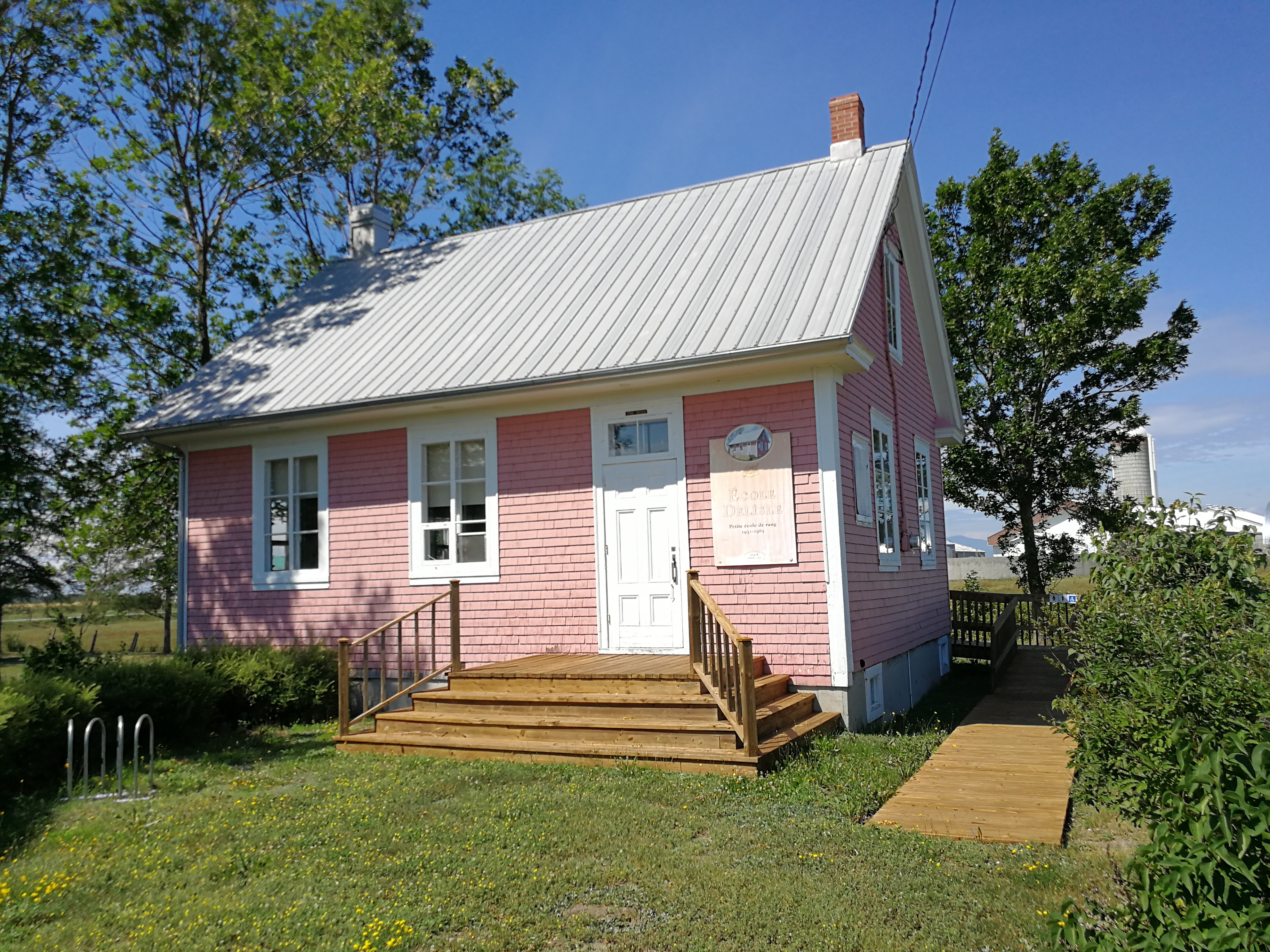
Petite école Delisle

L'école Delisle possède toujours le décor historique d'une école de rang traditionnelle : décor d'époque (1931-1965), pupitres anciens, manuels scolaires et divers objets liés au quotidien des écoles de rang. Elle a aussi servi de lieu de tournage au téléroman Cormoran. 
Le Musée de la mémoire vivante, à Saint-Jean-Port-Joli, dédie une exposition virtuelle nommée Le dernier pêcheur de marsouins à la pêche au bélouga à Rivière-Ouelle.

## Jumelage
- Hautot-Saint-Sulpice ( France)[12]

## Personnalités associées à Rivière-Ouelle
- Charles-Antoine Ernest Gagnon, député de Kamouraska de 1878 à 1890 et ministre (1887-1890) dans le cabinet du premier ministre Honoré Mercier
- Charles-Alphonse-Pantaléon Pelletier, lieutenant-gouverneur du Québec (1908-1911)